# Koerta (plaats)
Koerta (Georgisch: ქურთა; Ossetisch:Курта; Russisch: Курта) was een dorp in het noorden van Georgië, in de afscheidingsregio Zuid-Ossetië. Het door etnisch Georgiërs bewoonde dorp werd tijdens en na de Russisch-Georgische Oorlog van 2008 ontvolkt, in brand gestoken en vernietigd.

## Geschiedenis
Koerta was een vrij onopvallend Georgisch bevolkt dorp in de Liachvi-vallei. Het was tot 1801 eigendom van de Matsjabelli-dynastie die heerste over de regio Samatsjablo binnen het koninkrijk Kartlië. In Koerta stond een paleis van de Matsjabelli's die zich na de Russische annexatie van het koninkrijk Kartli-Kachetië terugtrokken in het nabijgelegen Tamarasjeni. In 2006 werd Koerta een centrum van het Georgisch-Ossetisch conflict door pogingen van de Georgische regering van Micheil Saakasjvili het separatistische bestuur te passeren met een door Georgië erkend bestuur over Zuid-Ossetië dat zetelde in Koerta.

### Opname in de Zuid-Ossetische Autonome Oblast
Tijdens de vorming van de Zuid-Ossetische Autonome Oblast in 1921-1922 en het bepalen van de administratieve grens van de beoogde autonome regio protesteerden tientallen Georgische dorpen waaronder Koerta en Georgiërs in Tschinvali tegen de voorgenomen inclusie in Zuid-Ossetië. De Liachvivallei ten noorden van Tschinvali kende voornamelijk Georgisch bewoonde dorpen. Het protest mocht niet baten: de meeste dorpen belandden toch in de autonome regio, inclusief Koerta. Door de ligging aan de noordelijke toegangsweg voor Tschinvali, de latere Transkam, en de hoofdweg naar Oni in Ratsja groeide Koerta uit tot een van de grotere dorpen in Zuid-Ossetië, met een betrekkelijk gemengde bevolking.

### Conflict Zuid-Ossetië
Na het opheffen van de Zuid-Ossetische autonomie in december 1990 werd het rajon Tschinvali waar Koerta onder viel in april 1991 opgeheven en aan Gori toegevoegd. Tijdens de burgeroorlog in 1991-1992 vonden in het gebied etnische zuiveringen plaats en was het dorp doelwit van beschietingen. Met de inwerkingstelling van de door Rusland geleide vredesmacht in 1992, kwam het dorp onder Georgische controle te staan. In 2004 vonden rond het dorp geregeld aanslagen en gewapende schermutselingen tussen Georgische vredestroepen en Zuid-Osseetse milities plaats.
Koerta werd in december 2006 de zetel van de alternatieve regering van Zuid-Ossetië, nadat de Zuid-Osseetse oppositie tijdens de Zuid-Osseetse presidentsverkiezingen een alternatieve leiderschapsverkiezing had georganiseerd die voormalig premier Dmitri Sanakojev won. De Georgische regering erkende deze regering uiteindelijk in mei 2007 als Zuid-Ossetische Administratie, die gelast was met het interim-bestuur over de 'Provisionele Territoriale Eenheid Zuid-Ossetië'. Formeel was Koerta intussen heringedeeld bij de nieuwe Georgische gemeente Koerta.

## Oorlog 2008
In de periode voorafgaand aan de oorlog in 2008 waren de Georgische dorpen rond Tschinvali, waaronder Koerta, geregeld doelwit van Osseetse beschietingen en wegblokkades. Het dorp was op 8 en 9 augustus 2008 ook doelwit van Russische bombardementen.
Onderzoekers van Human Rights Watch constateerden ter plekke op 12 augustus plunderingen en brandstichting in Koerta en andere etnisch Georgische dorpen langs de weg naar Dzjava. Tussen 10 en 22 augustus 2008 werden op basis van satelliet analyses naar schatting 144 gebouwen in Koerta in brand gestoken en vernield, wat op meer dan de helft van het dorp neerkwam. Aanklagers van het Internationaal Strafhof documenteerden de stelselmatige vernietiging van huizen in Koerta en elders "met als doel de etnische Georgiërs met geweld van het grondgebied van Zuid-Ossetië te verdrijven". In de periode 2017-2020 zijn alle restanten van Koerta verwijderd.
Als gevolg van de oorlog verloor Tbilisi de controle over Zuid-Ossetië en dus ook over Koerta. De Zuid-Ossetische Administratie zetelt sindsdien in ballingschap in Tbilisi en behartigt voornamelijk de belangen van de Georgische vluchtelingen die in enkele tientallen speciale nederzettingen in de omgeving van Zuid-Ossetië en andere delen van Georgië wonen. Deze dorpen liggen weliswaar in andere Georgisch bestuurde gemeenten maar vallen formeel de verantwoordelijkheid van de Tijdelijke Administratief-Territoriale Eenheden.

## Demografie
Volgens de (Georgische) volkstelling van 2002 woonden in Koerta 960 mensen waarvan 91% Georgisch. Het dorp is in 2008 vernietigd en feitelijk opgehouden te bestaan en werd derhalve niet opgenomen in de Zuid-Osseetse volkstelling van 2015. 
| Bevolking van Koerta                                           | Bevolking van Koerta | Bevolking van Koerta | Bevolking van Koerta | Bevolking van Koerta | Bevolking van Koerta | Bevolking van Koerta | Bevolking van Koerta | Bevolking van Koerta | Bevolking van Koerta |
| -------------------------------------------------------------- | -------------------- | -------------------- | -------------------- | -------------------- | -------------------- | -------------------- | -------------------- | -------------------- | -------------------- |
| Jaar                                                           | 1886                 | 1923                 | 1939                 | 1970                 | 1979                 | 1989                 | 2002                 | 2008                 |                      |
| Aantal                                                         | 421                  | 488                  | 690                  | 1.054                | 1.189                | 1.102                | 1.124                | 0                    |                      |
|                                                                |                      |                      |                      |                      |                      |                      |                      |                      |                      |
| Georgiërs                                                      | 99 %                 | 96 %                 | -                    | n.b.                 | n.b.                 | 78 %                 | 93 %                 |                      |                      |
| Osseten                                                        | 0 %                  | 4 %                  | -                    | n.b.                 | n.b.                 | 20 %                 |                      |                      |                      |
| Verantwoording data: 1886, 1923, 1939-1989, volkstelling 2002. |                      |                      |                      |                      |                      |                      |                      |                      |                      |